# Heteropoda plebeja
Heteropoda plebeja este o specie de păianjeni din genul Heteropoda, familia Sparassidae, descrisă de Thorell, 1887.
Este endemică în Myanmar. Conform Catalogue of Life specia Heteropoda plebeja nu are subspecii cunoscute.